# Gradötz
Gradötz – szczyt w grupie Granatspitzgruppe, w Wysokich Taurach we Wschodnich Alpach. Leży w Austrii, we Tyrolu Wschodnim.
Szczyt ten leży między Muntanitz na północy, a Kendlspitze na południu. Na północno-zachodnich zboczach szczytu leży lodowiec o tej samej nazwie co szczyt.
Pierwszego wejścia, w 1871, dokonał Victor Hecht.